# Paul de Roubaix
Pour les articles homonymes, voir Roubaix (homonymie).
Paul de Roubaix est un réalisateur et producteur français, né le 4 août 1914 à Anvers en Belgique et mort le 22 septembre 2004 à Marseille. Il est le père du compositeur français François de Roubaix avec lequel il collabore beaucoup notamment pour la mise en musique de ses films institutionnels. Proche de Jean Painlevé, il est président de l'Institut de cinématographie scientifique de 1976 à 1989 puis président d'honneur. 

## Filmographie sélective

### Réalisateur
- 1941 : Petits artisans grands artistes, court métrage documentaire
- 1962 : Allegro ma troppo, court métrage documentaire, monté par Robert Enrico
- 1980 : Le Miroir de la terre, court métrage

### Producteur
- 1960 : La Rivière du hibou, court métrage coproduit avec Marcel Ichac et réalisé par Robert Enrico (Oscar du meilleur court métrage en prises de vues réelles)
- 1962 : La Belle Vie
- 1963 : Le Maillon et la Chaîne, film documentaire français coproduit avec Bernard Gorki et réalisé par Jacques Ertaud nommé à l'Oscar du meilleur film documentaire
- 1982 : La Dragonne, court métrage
- 1982 : On est toujours trop bonne, court métrage
- 1981 : Le Rat noir d'Amérique, court métrage
- 1980 : Happy End, court métrage
- 1982 : Cher Alexandre, court métrage

### Effets spéciaux
- 1967 : Les Aventuriers, de Robert Enrico.

## Distinctions
- 1964 : Oscar du meilleur court métrage en prises de vues réelles pour La Rivière du hibou
- 1981 : meilleur court métrage documentaire lors des César du cinéma pour Le Miroir de la terre